# Singles 1965-1967
Singles 1965-1967 is een cd-boxcompilatie van The Rolling Stones. Het bevat singles van de band van 1965 t/m 1967.

## Nummers
- Alle nummers zijn geschreven door Mick Jagger en Keith Richards tenzij anders is vermeld.

### Disc 1
1. (I Can't Get No) Satisfaction – 3:43
2. The Under Assistant West Coast Promotion Man (Nanker Phelge) – 3:08
3. The Spider And The Fly – 3:38

### Disc 2
1. Get Off of My Cloud – 2:54
2. I'm Free – 2:24
3. "The Singer Not The Song – 2:22

### Disc 3
1. As Tears Go By (Mick Jagger/Keith Richards/Andrew Loog Oldham) – 2:45
2. Gotta Get Away – 2:07

### Disc 4
1. 19th Nervous Breakdown – 3:57
2. Sad Day – 3:02

### Disc 5
1. Paint It, Black – 3:44
2. Stupid Girl – 2:55
3. Long Long While – 3:01

### Disc 6
1. Mother's Little Helper – 2:45
2. Lady Jane – 3:09

### Disc 7
1. Have You Seen Your Mother, Baby, Standing in the Shadow? – 2:34
2. Who's Driving Your Plane? – 3:14

### Disc 8
1. Let's Spend the Night Together – 3:26
2. Ruby Tuesday – 3:13

### Disc 9
1. We Love You – 4:36
2. Dandelion – 3:48

### Disc 10
1. She's a Rainbow – 4:12
2. 2000 Light Years from Home – 4:44

### Disc 11
1. In Another Land (Bill Wyman) – 2:53
2. The Lantern – 4:26